# Hirudyna

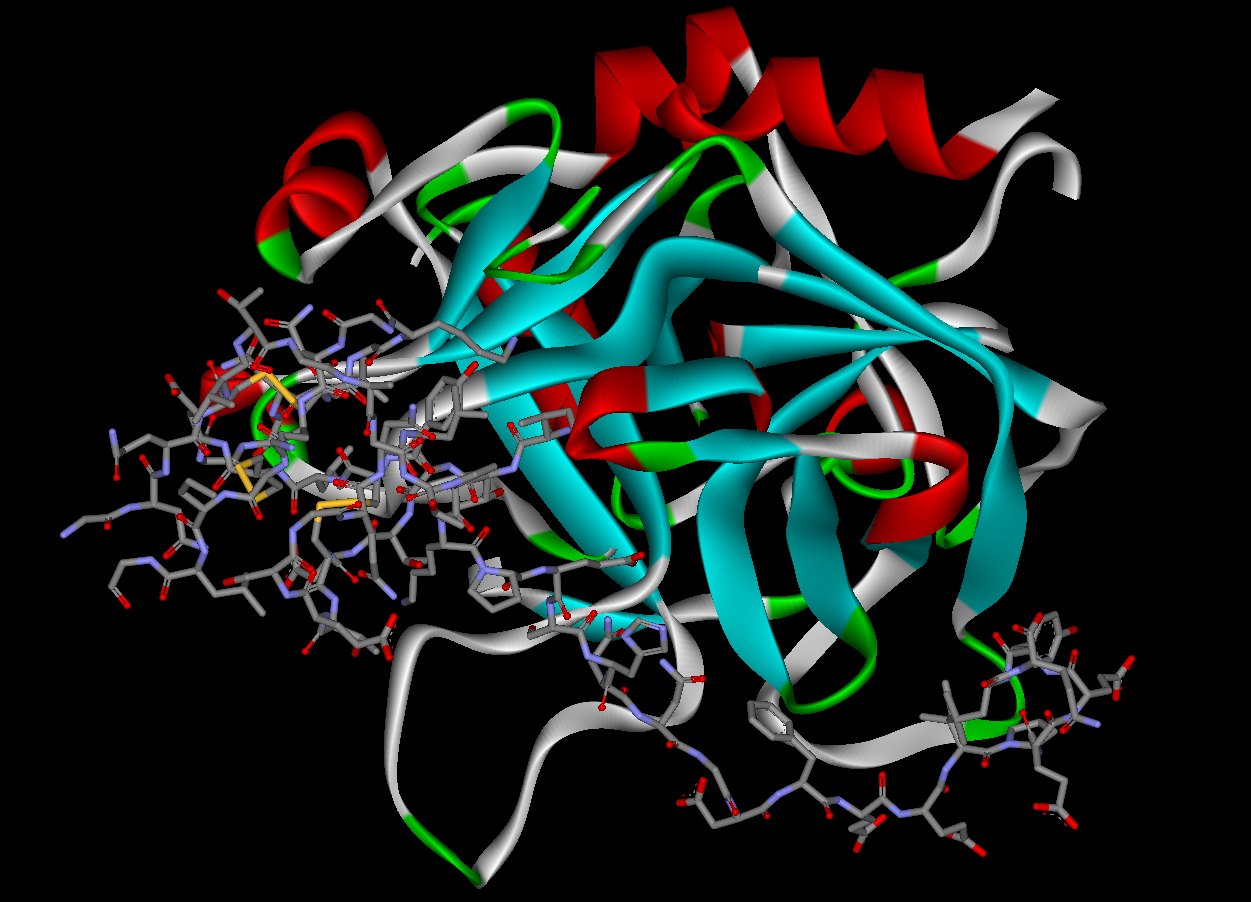
Schemat kompleksu hirudyny i trombiny. Trombina przedstawiona jest jako model wstążkowy

Hirudyna (hirudynina) – białko o działaniu przeciwkrzepliwym, należące do bezpośrednich inhibitorów trombiny. Wytwarzana jest przez gruczoły ślinowe gardzieli pijawek żywiących się krwią. Hirudyna jest wydzielana przez pijawkę lekarską. Rekombinowana hirudyna (lepirudyna, r-hirudyna) była stosowana jako lek w prewencji żylnej choroby zakrzepowo-zatorowej.
Hirudyna jest polipeptydem składającym się z 65 reszt aminokwasowych. Wiąże się stereospecyficznie do trombiny, tworząc w zasadzie nierozerwalny kompleks. Trombina może być z niego uwolniona jedynie przez syntetyczny inhibitor trombiny, benzamidynę.
Hirudyna uniemożliwia przekształcenie protrombiny w trombinę, co powoduje zmniejszenie krzepliwości krwi. Jest to proces umożliwiający pijawkom odżywianie się – podczas ssania hirudyna zapobiega powstawaniu skrzepu w miejscu zranienia, co pozwala pijawce wyssać dużą ilość krwi przez powierzchowne nacięcie skóry żywiciela. Równocześnie hirudyna konserwuje połkniętą krew w przewodzie pokarmowym pijawki, dzięki czemu ciało najedzonej pijawki nie traci gibkości.